# CET-2
Centrala Electrică cu Termoficare №2 (abreviat CET-2) este o centrală electrică situată în municipiul Chișinău, Republica Moldova.

## Istorie
Darea în exploatare a primului bloc energetic al CET-2 a avut loc la 31 decembrie 1976. Darea în exploatare a primului bloc a fost efectuată de către 194 de specialiști, reprezentanți ai CET-1 din Chișinău, Centralei termoelectrice de la Cuciurgan, Hidrocentralei electrice de la Dubăsari, a stațiilor electrice din Ucraina, Rusia, precum și de energeticieni moldoveni, care au susținut o stagiere preventivă la CET-8 din Moscova, la CET-2 din Rostov pe Don și la CET-2 din Riga.
În 1978, odată cu darea în exploatare celui de-al doilea bloc energetic a sporit substanțial asigurarea cu energie a capitalei. Atingînd capacitatea electrică proiectată de 240 MW și termică de 1200 Gcal/h, CET-2 a devenit cea mai mare centrală electrotermică din țară.